# Manuel Salvador
Manuel S. Salvador (Dalaguete, 7 januari 1925 – 14 juli 1996) was een Filipijnse rooms-katholieke geestelijke. Salvador was van 1969 tot 1972 de bisschop van het bisdom Palo en van 1973 tot zijn dood in 1996 aartsbisschop-coadjutor van het aartsbisdom Cebu.
Salvador werd tot priester gewijd op 2 maart 1953. Op 49-jarige leeftijd werd hij benoemd tot hulpbisschop van het aartsbisdom Cebu en titulair bisschop van Nasbinca. Drie jaar later volgde een benoeming tot bisschop van Palo en titulair bisschop van Zarna. Op 25 september 1972 nam hij ontslag als bisschop van Palo, waarna hij op 26 januari 1973 werd benoemd als aartsbisschop-coadjutor van het aartsbisdom Cebu. Hij zou echter nooit Julio Rosales opvolgen als aartsbisschop van Cebu, aangezien hij op 14 juli 1996, op 71-jarige leeftijd, overleed.